# 't Spijk (Leersum)
't Spijk is een buitenplaats bij Leersum in de gemeente Utrechtse Heuvelrug. Het huis staat in Darthuizen aan de Zandweg nr. 5 naast het kasteelterrein van Oud-Broekhuizen en niet ver van kasteel Broekhuizen.
Het blokvormige huis heeft een verdieping met zadeldak. Het bouwjaar wordt geschat op 17e-eeuws. Om het huis lag tot de jaren zestig van de 20e eeuw een gracht. Eind twintigste eeuw is het pand onderkelderd.
De naam van de familie Spijkhoven komt reeds vanaf 1678 in de omgeving voor. Mogelijk is 't Spijk door hen gebouwd. De laatste vijf generaties van deze familie waren aannemers in Leersum. Mogelijk is 't Spijk gebouwd op de restanten van Oud-Broekhuizen. Een andere verklaring is dat het een van oorsprong een tot Oud-Broekhuizen behorende "spijker" of graanschuur is. 